# راشيل بليك
راشيل بليك (بالإنجليزية: Rachael Blake)‏ (و. 1971 – م) هي ممثلة من أستراليا . ولدت في بيرث .

## التعليم
تعلمت في المعهد الوطني للفنون المسرحية، وجامعة نيو ساوث ويلز

## جوائز
حصلت على جوائز منها:
- Inside Film Awards [الإنجليزية]‏
- جائزة لوجي [الإنجليزية]‏.

## روابط خارجية
- راشيل بليك على موقع IMDb (الإنجليزية)
- راشيل بليك على موقع قاعدة بيانات الأفلام العربية
- راشيل بليك على موقع ألو سيني (الفرنسية)
- راشيل بليك على موقع أول موفي (الإنجليزية)
- راشيل بليك على موقع قاعدة بيانات الأفلام السويدية (السويدية)
- راشيل بليك على موقع قاعدة بيانات الفيلم (الإنجليزية)
- راشيل بليك على موقع كينوبويسك (الروسية)